# Portada/efemèride març 11
Bobby McFerrin
« 10 de març · 11 de març · 12 de març »